# Java Foundation Classes
Java Foundation Classes (JFC) és un framework gràfic per a la creació d'interfícies gràfiques d'usuari (GUI) portables basades amb Java. El JFC consisteix amb Abstract Window Toolkit (AWT), Swing i Java 2D. Junts, proporcionen una interfície d'usuari consistent per a programes Java, independentment de si la interfície d'usuari del sistema està per sobre de Windows, Mac OS X o Linux.

## Història
AWT va ser molt criticat per ser poc més que un embolcall al voltant de les capacitats gràfiques natives de la plataforma d'acollida. Això significa que els widgets estàndards d'AWT estan basats en les capacitats dels widgets nadius, requerint al desenvolupador a també ser conscient de les diferències entre les plataformes d'acollida.
Es va desenvolupar una biblioteca gràfica alternativa anomenada Internet Foundation Classes que era més independent a la plataforma, va ser creada per Netscape.
Al mateix temps, va ser desenvolupada independentment per Microsoft una altra biblioteca gràfica, anomenada Application Foundation Classes (AFC). Es va fer d'una forma més senzilla per tal d'ampliar els gràfics dels components, estava destinada per al seu ús amb la màquina virtual Java de Microsoft.
En última instància, Sun va fusionar IFC amb altres tecnologies sota el nom de "Swing", afegint la capacitat de connectar l'aparença i l'aspecte amb widgets. Això va permetre mantenir als programes Swing tindre una base de codi independent a la plataforma, però imitant l'aspecte i aparença d'una aplicació nativa. L'alliberament de JFC va fer obsolet IFC, i es va reduir l'interès de Microsoft d'AFC.